# FK Leotar Trebinje
Fudbalski klub Leotar – klub piłkarski z siedzibą w mieście Trebinje, Bośnia i Hercegowina.

## Osiągnięcia
- Mistrzostwo Bośni i Hercegowiny:
  - mistrz (1): 2002/2003
- Puchar Republiki Serbskiej:
  - zdobywca (2): 2001/02, 2003/04

## Historia
Klub Leotar założony został w 1925 roku. Nigdy nie zdołał awansować do najwyższej ligi Jugosławii. Największym sukcesem klubu było mistrzostwo Bośni i Hercegowiny zdobyte w 2003 roku.

## Europejskie puchary
Legenda do wszystkich tabel:
- Q – runda eliminacyjna, 1/16, 1/8, 1/4, 1/2 – odpowiednia faza rozgrywek, Grupa – runda grupowa, 1r gr – pierwsza runda grupowa, 2r gr – druga runda grupowa, F – finał, R – runda, PO – play-off
- k. – rzuty karne, los. – losowanie, Dogr. – dogrywka, w. – zasada bramek strzelonych na wyjeździe

| Sezon   | Rozgrywki     | Runda | Przeciwnik   | Dom | Wyjazd | Ogólnie |
| ------- | ------------- | ----- | ------------ | --- | ------ | ------- |
| 2003/04 | Liga Mistrzów | 1Q    | Grevenmacher | 2–0 | 0–0    | 2–0     |
| 2003/04 | Liga Mistrzów | 2Q    | Slavia Praga | 1–2 | 0–2    | 1–4     |